# خرچنگ گل‌آلود چروکیده
خرچنگ گل‌آلود چروکیده (نام علمی: Panopeus occidentalis) نام گونه‌ای از سرده گل‌آلودها است.